# Boiga ochracea
Boiga ochracea är en ormart som beskrevs av Günther 1868. Boiga ochracea ingår i släktet Boiga och familjen snokar.
Arten förekommer i Nepal, Bhutan, östra Indien, Myanmar, Bangladesh och på Andamanöarna. Honor lägger ägg.
Populationen i sydöstra delen av utbredningsområdet som här listas som underart B. o. walli är enligt nyare studier från 2011 en art.

## Underarter
Arten delas in i följande underarter:
- B. o. ochracea
- B. o. stoliczkae
- B. o. walli